# Kirongoziella kunstmanni
Kirongoziella kunstmanni är en insektsart som beskrevs av Schmidt 1924. Kirongoziella kunstmanni ingår i släktet Kirongoziella och familjen Tropiduchidae. Inga underarter finns listade i Catalogue of Life.